# Punk Goes Pop 6
Punk Goes Pop 6 è la sedicesima compilation della serie Punk Goes... della Fearless Records, la sesta contenente reinterpretazioni di brani pop, pubblicata il 17 novembre 2014.

## Tracce
1. Tyler Carter/Luke Holland – Ain't It Fun (Paramore) – 3:48
2. August Burns Red – Wrecking Ball (Miley Cyrus) – 4:13
3. We Came as Romans – I Knew You Were Trouble (Taylor Swift) – 3:38
4. Upon a Burning Body/Ice-T – Turn Down for What (DJ Snake & Lil Jon) – 3:41
5. Set It Off – Problem (Ariana Grande feat. Iggy Azalea) – 3:58
6. Crown the Empire – Burn (Ellie Goulding) – 3:48
7. Oceans Ate Alaska – Drunk in Love (Beyoncé feat. Jay-Z) – 3:24
8. Youth in Revolt – Royals (Lorde) – 3:24
9. The Volumes – Hold On, We're Going Home (Drake feat. Majid Jordan) – 4:04
10. Knuckle Puck – Chocolate (The 1975) – 3:51
11. Slaves – Sweater Weather (The Neighbourhood) – 3:51
12. State Champs – Stay the Night (Zedd feat. Hayley Williams) – 3:32
13. Palisades – Happy (Pharrell Williams) – 4:09

Tracce bonus dell'edizione digitale del 2015
1. PVRIS – Chandelier (Sia)
2. Ice Nine Kills – Animals (Maroon 5)
3. I Prevail – Blank Space (Taylor Swift)

## Classifiche
| Classifica (2014)         | Posizione massima |
| ------------------------- | ----------------- |
| Stati Uniti               | 19                |
| Stati Uniti (independent) | 4                 |
| Stati Uniti (alternative) | 4                 |
| Stati Uniti (rock)        | 5                 |
| Stati Uniti (hard rock)   | 4                 |